# Koopa Troopa

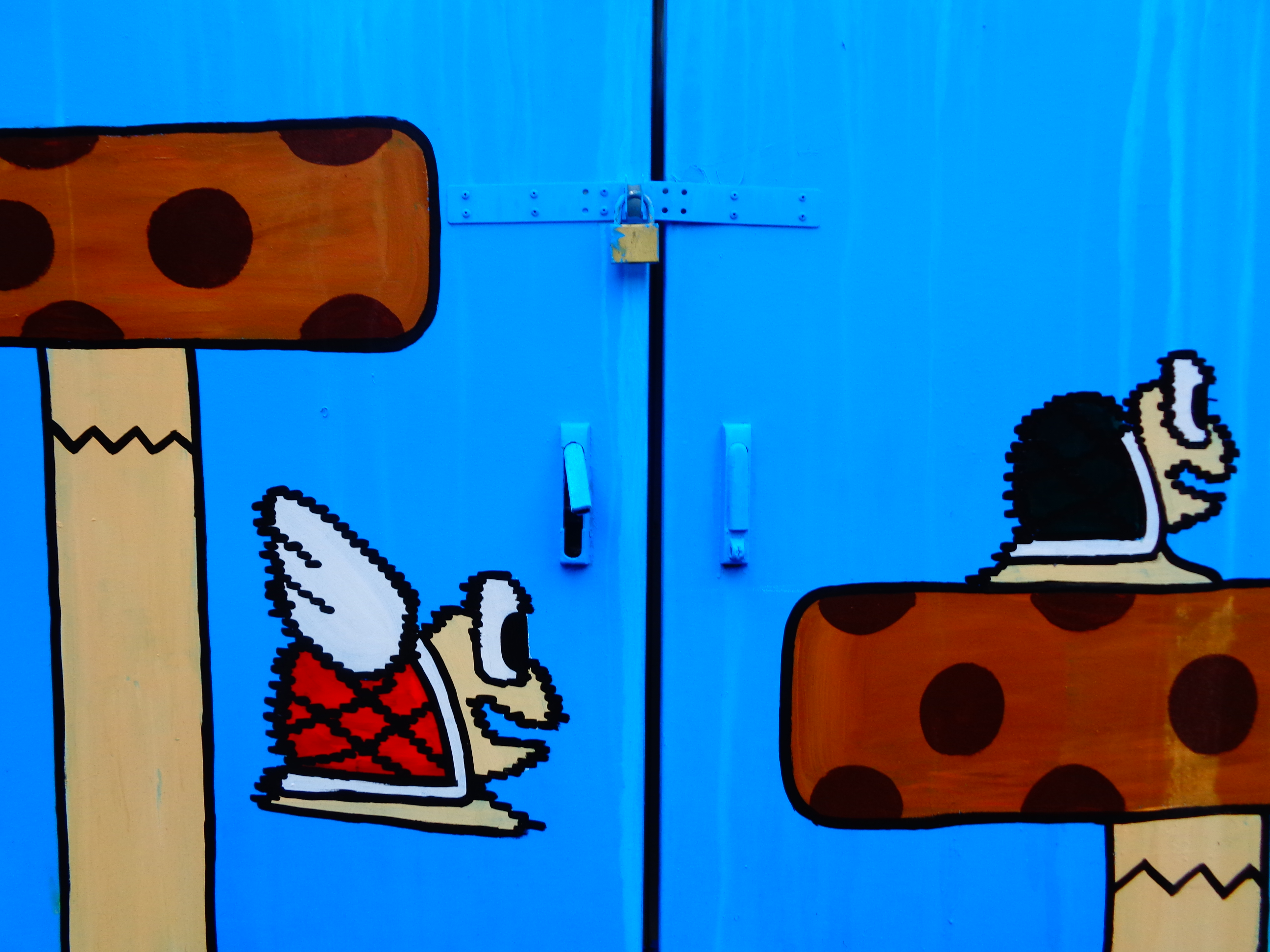
Koopy Troopy, graffiti v distriktu Sin-čcheng v Číně

Koopa Troopa (japonsky: ノコノコ) je označení pro fiktivní postavy z her ze série Super Mario od japonské firmy Nintendo. Koopy Troopy jsou společně s Goombami nejběžnější nepřátelé Maria ve skákačkách z této série. Koopy Troopy jsou želvy, jejich krunýře mají různé barvy, nejčastěji však zelenou nebo červenou. Varianta Koopy Troopy, která má křídla, se nazývá Paratroopa.
Koopa Troopa se poprvé objevila v arkádové hře Mario Bros. z roku 1983. Poté se objevila v mnoha dalších hrách ze série Super Mario, v některých hrách (např. New Super Mario Bros. U, Mario Kart Wii nebo Mario Party 9) byla Koopa Troopa dokonce postavou, za kterou mohl hráč hrát.
Krunýř Koopy Troopy (anglicky: Koopa shell) je důležitou součástí her z podsérie Mario Kart. V těchto závodních hrách jsou tyto krunýře používány ke zpomalování ostatních hráčů. V těchto hrách se vyskytují nejčastěji zelené, červené a modré krunýře. Tyto krunýře (někdy i s želvou uvnitř) dodávají nové schopnosti dinosaurovi Yoshimu, který po snězení červeného krunýře plive oheň, a po snězení modrého krunýře získá schopnost létat.
Na rozdíl od skutečných želv mohou Koopy Troopy žít i bez krunýře, čehož i někdy využívají, např. modrá Koopa Troopa se často vyskytuje bez krunýře a svůj krunýř využívá k tomu, aby s ním útočila na Maria tak, že ho rozpohybuje tím, že do něj kopne, přičemž míří na Maria. Nejméně inteligentní jsou pravděpodobně zelené Koopy Troopy, protože na konci plošiny se neotáčejí a padají do propastí, což jiné Koopy Troopy nedělají. Žlutá Koopa Troopa žije bez krunýře, ale když do něj skočí, začne její krunýř blikat a rychle se začne otáčet a pohybovat přímo proti Mariovi.

## Názvy v různých jazycích
- Ve většině světových jazyků je nazývána Koopa Troopa (eventuálně Koopa nebo Troopa)
- Japonský název Koopy Troopy je ノコノコ (přepis: Nokonoko)
- Korejský název je 엉금엉금 (přepis: Eonggeumeonggeum)
- Čínský název je 喏库喏库 (přepis pchin-jin: Nuòkùnuòkù)